# Hermann Kövess von Kövessháza
Hermann Albin Josef Kövess von Kövessháza (Temišvar, 30. ožujka 1854. – Beč, 22. rujna 1924.) je bio austrougarski feldmaršal i vojni zapovjednik. Tijekom Prvog svjetskog rata zapovijedao je 3. armijom i 7. armijom na Istočnom, Balkanskom i Talijanskom bojištu.

## Vojna karijera
Hermann Kövess rođen je 30. ožujka 1854. u Temišvaru. U vojsku je stupio 1865. godine kao kadet nakon čega je pohađao vojnu školu u Klosterbrucku i Tehničku vojnu akademiju u Beču. Od 1872. s činom poručnika služi u 3. pukovniji nakon čega od 1876. pohađa Vojnu akademiju (Kriegschule) u Beču koju završava s odličnim uspjehom. Nakon završetka akademije u studenom 1879. promaknut je u čin satnika.
Godine 1882. sudjeluje u gušenju pobune u Krivošju u južnoj Dalmaciji za što je primio i odlikovanje od samog cara. U svibnju 1890. promaknut je u bojnika, dok je u studenom 1896. unaprijeđen u čin pukovnika. U ožujku 1898. postaje zapovjednikom 23. pješačke pukovnije koja ubrzo postaje jedna od najboljih u Beču. Kövess je već tada bio jedan od poznatijih austrougarskih časnika u Beču. Ne samo što je bio po godinama najmlađi časnik s činom pukovnika, već je bio i jedan od rijetkih časnika protestanata u dominantnom rimokatoličkom časničkom okružju. Zbog psorijaze od koje je bolovao bilo mu je dopušteno da ne nosi bradu što ga je činilo još mlađim nego što je to uistinu i bio.
U studenom 1902. promaknut je u čin general bojnika, te postaje zapovjednikom 15. pješačke brigade kojom zapovijeda do studenog 1906. kada dobiva zapovjedništvo nad 8. pješačkom divizijom smještenom u Innsbrucku. U svibnju 1907. unaprijeđen je u podmaršala, dok u kolovozu 1911. postaje zapovjednikom XII. korpusa sa sjedištem u Hermannstadtu. U studenom te iste godine promaknut je u čin generala pješaštva. U kolovozu 1912. Kovess je u Hermannstadtu bio nazočan prelasku 400 rimokatolika na protestantizam. Navedeno je izazvalo u bečkim katoličkim krugovima golemi skandal. Kövessu je zamjerena umiješanost u navedeni događaj, te se čak tražilo da bude prijevremeno umirovljen, što se ipak nije dogodilo.  

## Prvi svjetski rat
Početak Prvog svjetskog rata Kövess je dočekao na mjestu zapovjednika XII. korpusa u Hermannstadtu. Kövess je na početku rata od svih zapovjednika korpusa austrougarske vojske bio najstariji po godinama. Zapovijedajući XII. korpusom sudjeluje u Galicijskoj bitci u kojoj zapovijeda i Armijskom grupom Kövess koja se, osim XII. korpusa, sastojala i od jedinica 2. armije koje su s Balkanskog bojišta pristigle na Istočno. Nakon što je na Istočno bojište pristiglo zapovjedništvo 2. armije Kövess je nastavio zapovijedati samo XII. korpusom. U Galicijskoj bitci Kövessov XII. korpus je pretrpio teške gubitke.
Početkom 1915. XII. korpus je znatno ojačan, te je pod Kövessovim zapovjedništvom ponovno formirana Armijska grupa Kövess. Zapovijedajući navedenom armijskom grupom Kövess sudjeluje u ofenzivi Gorlice-Tarnow u kojoj prodire do Visle i zauzima Ivangorod.
U rujnu 1915. Kövess postaje zapovjednikom 3. armije. Zapovijedajući navedenom armijom u sastavu Grupe armija Mackensen sudjeluje u invaziji na Srbiju. U navedenom napadu Kövess 9. listopada 1915. zauzima Beograd, te prodire i zauzima cijelu Srbiju. Nakon toga premješten je u Sarajevo kako bi zapovijedao napadom na planinu Lovćen. Uspješnim napadom zauzima navedenu planinu, nakon čega njegove jedinice okupiraju cijelu Crnu Goru. Idućih tjedana Kövess prodire u Albaniju, te zauzima luke Skadar i Drač. U siječnju 1916. imenovan je vojnim guvernerom Albanije, dok je u ožujku promaknut u čin general pukovnika.
Istodobno s promaknućem, u ožujku 1916. Kövess je s 3. armijom premješten na Talijansko bojište. Na navedenom bojištu Kövess sudjeluje u Tirolskoj ofenzivi kojom se pokušalo Italiju  izbaciti iz rata. U početku ofenziva je krenula uspješno, ali je ubrzo morala biti zaustavljena zbog Brusilovljeve ofenzive na Istočnom bojištu. Zbog navedene ofenzive Kövess je zajedno s 3. armijom ponovno premješten na Istočno bojište. U listopadu 1916. Kövess preuzima zapovjedništvo nad 7. armijom s kojom pokušava zaustaviti ruski prodor u Mađarsku.

U ljeto 1917. nakon zaustavljanja Kerenskijeve ofenzive Kövess zajedno sa 7. armijom kreće u protunapad, razbija ruske snage, te oslobađa Bukovinu i njen glavni grad Czernowitz. Za navedeni uspjeh Kövess je prilikom posjete cara Karla Czernowitzu 6. kolovoza 1917. promaknut u feldmaršala. Također, odlikovan je ordenom vojnog reda Marije Terezije, te je uzdignut u baruna.
U siječnju 1918. Kövess postaje zapovjednikom Grupe armija Kövess. Navedena grupa armija je međutim, nakon potpisivanja Brest-Litovskog mira, u travnju raspuštena. Nakon toga Kövess je protivno svojoj volji upućen na odmor, da bi mu u rujnu bilo povjereno zapovjedništvo nad novom grupom armija nazvanom njegovim imenom koja je formirana na Balkanu sa zadatkom da nakon kapitulacije Bugarske zaustavi napredovanje saveznika prema austrougarskim granicama. Kövess nije mogao ništa učiniti osim da evakuira okupirana područja, te pripremi obranu na Savi i Dunavu. Kövess je odlukom cara Karla pred sam kraj rata 1. studenog 1918. imenovan vrhovnim zapovjednikom austrougarske vojske. Dužnost je preuzeo u uvjetima raspada monarhije 11. studenog, te je istu obnašao 20. prosinca 1918. godine.

## Poslije rata
Nakon završetka rata Kövess je umirovljen, te je mirno živio u Beču. Bio je aktivan u veteranskim udrugama, te je bio predsjednikom udruge nositelja ordena vojnog reda Marije Terezije. Preminuo je 22. rujna 1924. godine u 70. godini života u Beču. Priređen mu je svečani pogreb u Beču nakon čega su mu posmrtni ostaci prenijeti u Budimpeštu. Od 1892. bio je oženjen Eugenijom Hye von Glunek s kojom je imao tri sina od kojih je najstariji poginuo na početku Prvog svjetskog rata.

## Vanjske poveznice
(eng.) Hermann Kövess na stranici Firstworldwar.com

(eng.) Hermann Kövess na stranici Austro-Hungarian-Army.co.uk

(eng.) Hermann Kövess na stranici Oocities.org

(rus.) Hermann Kövess na stranici Hrono.ru

(njem.) Hermann Kövess na stranici Weltkriege.at

(njem.) Hermann Kövess na stranici Deutsche-biographie.de
| Prethodnik Karl Tersztyanszky | Zapovjednik 3. armije Hermann Kövess | Nasljednik Karl von Kirchbach |

| Prethodnik Karl von Kirchbach | Zapovjednik 7. armije Hermann Kövess | Nasljednik Karl Kritek |

| Prethodnik Karlo I. | Vrhovni zapovjednik austrougarske vojske Hermann Kövess | Nasljednik nitko |